# Joelson Crispim
Joelson Crispim (Rio de Janeiro, 16 de abril de 1948 – São Paulo, 22 de abril de 1970) foi um operário e militante brasileiro, membro da Vanguarda Popular Revolucionária (VPR), que foi morto por agentes do DOI/CODI em uma emboscada após ser vítima de tortura.
É um dos casos investigados pela Comissão da Verdade, que apura mortes e desaparecimentos na ditadura militar brasileira.

## Ligações familiares
Nascido no Rio de Janeiro em 1948, Crispim era filho de José Maria Crispim, ex-sargento do Exército, e de Encarnación Lopez Perez, militante da VPR, ambos militantes de oposição ao Regime Militar.
Seu pai foi preso político durante o Estado Novo, devido à sua ligação com o Partido Comunista do Brasil (PCB). Integrou a bancada do PCB na Assembleia Constituinte de 1946, mas foi cassado em 1947 após o término da Constituinte.
Sua mãe foi presa em janeiro de 1971 e banida do Brasil por sua participação no sequestro do embaixador da Suíça no país, Giovanni Enrico Bucher.
Sua irmã, Denise Peres Crispim, foi companheira de Eduardo Collen Leite, conhecido como “Bacuri”, um dos líderes do movimento armado Resistência Democrática (Rede), que foi assassinado sob tortura em 8 de dezembro de 1970.Ela foi presa, grávida de seis meses, e torturada em 1970. Desaparecida, foi apresentada a imprensa depois de um telefonema para o DOI ameaçar "pegar" o comandante do Segundo Exército quando ele saísse para visitar uma amiga.
Joelson era conhecido por ser calmo, tímido, alegre e dotado de fino sendo de humor. Desde muito cedo, Crispim demostrou grande aptidão para trabalhos manuais, o que o levou a trabalhar como operário em fábricas e oficinas de rádios e aparelhos elétricos, chegando a cursar a Escola Técnica Urubatão, em São Paulo.

## Militância
Segundo depoimento de sua irmã, Denise Crispim, na 33ª audiência da Comissão da Verdade do Estado de São Paulo Rubens Paiva, em abril de 2013, Joelson não era grande conhecedor das teorias da doutrina marxista, mas vivia segundo ela por ter aprendido a prática graças à criação dada por seu pai, membro influente do PCB na época do Estado Novo.
Sua função dentro das diversas atividades da VPR era a de falsificador de documentos, tarefa na qual teria se aperfeiçoado ao longo dos anos, graças a seu talento para as manualidades. Além disso, Joelson e sua irmã Denise participaram, entre outros atos da VPR, do sequestro do cônsul japonês Nobuo Okochi, em Sâo Paulo, em 1970.
Antes de sua prisão organizava o sequestro do cônsul inglês. Depois de preso, foi enviado primeiro à um centro de torturas montado pela Marinha numa casa no bairro de São Conrado, no Rio de Janeiro. Depois foi enviado ao DOPS em São Paulo, onde permaneceu na cela dos Atores, onde estavam os arrependidos. Não conseguia caminhar e por isso era carregado para os interrogatórios.  No dia 25 de outubro, foi informado pelo tenente Chiari: Bacuri, você fugiu., que lhe mostrou uma nota oficial da polícia revelando que ele escapara em uma diligência.  Por duas noites os presos do DOPS se revezaram à noite, vigiando a porta de cela. Apesar disto, na noite do dia 27 ele foi retirado da cela, mesmo com protestos de aproximadamente 60 presos que gritavam e batiam canecas.
Levado ao forte dos Andradas, no Guarujá em um saco de lona, foi trancado em uma pequena solitária na praia do Bueno. Depois foi levado a um túnel do depósito de munições e trancado no banheiro.  Na noite de oito de dezembro, um major e dois tenentes entraram em sua cela, depois do som de uma pancada, que um soldado não soube identificar se era um tiro ou o barulho de uma cabeça batendo na parede, Bacuri foi removido no mesmo saco de lona que havia chegado.  Seu corpo foi abandonado no cemitério de Areia Branca, em Santos, com dois tiros no peito e dois na cabeça.

## Desaparecimento e morte
Joelson Crispim morreu no dia 22 de abril de 1970, em um confronto com agentes dos órgãos de segurança devido a um disparo de arma de fogo, segundo a versão oficial dos arquivos do DOPS/SP. Foi encontrado um relatório da Casa de Saúde D.Pedro II que confirmava que Crispim havia sido levado para lá com cinco ferimentos perfurantes por projétil de arma de fogo, no dia 22 de abril de 1970, “[…] vindo a falecer antes de intervenção cirúrgica”.
Após 40 anos de sua morte, foram revelados elementos nas investigações sobre o caso que permitem apontar a falsidade da versão divulgada pelo DOPS/SP. O relatório indica que os agentes do estado reconheciam a identidade de Joelson, porém, seu corpo deu entrar no Instituto Médico-Legal (IML) como desconhecido com uma letra T em vermelho assinalada em seu registro. O sinal era utilizado de forma extraoficial pelas autoridades policiais da época para indicar que se tratava de um “terrorista”. Ainda, o atestado de óbito de Joelson foi registrado com o nome falso de “Roberto  Paulo Wilda”, sem referência ao local do sepultamento.  Joelson foi enterrado como indigente no Cemitério da Vila Formosa, em São Paulo.
A princípio, sua morte havia sido atribuída à um tiroteio entre ele e os agentes de segurança. Porém, tal fato foi questionado pela Comissão da Verdade. Na 33ª audiência pública da Comissão da Verdade do Estado de São Paulo realizada no dia 24/04/2013, a Sra. Maria Amélia de Almeida Telles questiona a versão oficial da morte; “e também a outra questão é a retificação do atestado de óbito. Fica muito evidentemente que o Joelson Crispim que era um, na época da ditadura quando ele foi morto se divulgou a ideia de que tinha havido um tiroteio entre o Joelson Crispim e as figuras da repressão. E que ele teria morrido inclusive na rua. Posteriormente, quando podemos ter acesso aos arquivos policiais que se encontram no antigo Dops e nos arquivos públicos do Estado de São Paulo, havia um documento inscrito, estava escrito pela própria polícia datilografado, que o Joelson Crispim foi preso. Quer dizer, ele não morreu em tiroteio, porque se ele foi preso. Houve o tiroteio, é uma dúvida e quase uma certeza de que não houve o tiroteio porque ele não poderia ir a todas essas, o laudo necroscópico descreve os projeteis vindo de traz para frente. Ou seja, ele estava fazendo tiroteio de costas? Isso não existe. É uma possibilidade quase impossível” (33ª audiência pública da Comissão da Verdade do Estado de São Paulo Rubens Paiva).

## CEMDP
O caso da morte de Joelson foi analisado na Comissão Especial de Mortos e Desaparecidos Políticos (CEMDP),em 1996, pelo deputado Nilmário Miranda que afirmou: “a identificação falsa de Joelson e seu sepultamento como indigente constituem as evidências maiores de que sua morte deu-se por execução sumária pelos agentes da repressão”.
Nos documentos do Projeto Brasil, nunca mais mencionados nos autos do processo junto à Comissão Especial, consta que os responsáveis pela morte de Joelson foram agentes do Destacamento de Operações de Informações - Centro de Operações de Defesa Interna de São Paulo (DOI-CODI/SP), comandados pelo capitão Coutinho (Francisco Antônio Coutinho e Silva). Em entrevista à imprensa, Francisco Antônio da Silva “confirmou ser o Capitão Coutinho, que serviu na Operação Bandeirante (Oban) em 1969 e no DOI-CODI do II Exército em 1971-1972”, entretanto negou o conhecimento sobre torturas nos dois órgãos por onde passou.
Após concluída a análise do caso, as irmãs de Joelson, Denise e Olga Crispim, solicitaram à CEMDP que ajudara na localização e identificação dos restos mortais de Joelson. No entanto, o processo não pode ser concretizado pela falta de registros do local exato de sepultamento. 

## Homenagem
Em 2017, três cemitérios de São Paulo ganharam placas para homenagear as vítimas da Ditadura Militar que foram sepultadas nos cemitérios municipais da cidade entre os anos de 1969 e 1979. Além dos nomes nas placas, houve também o plantio de árvores de Ipês nesses lugares.
O primeiro a receber a homenagem foi o Cemitério Dom Bosco, seguido do de Campo Grande e, por fim, o de Vila Formosa. O projeto, que contemplou o nome de Joelson Crispim, foi uma parceria entre três secretarias: a de Direitos Humanos e Cidadania (SMDHC), a do Verde e Meio Ambiente (SVMA) e a do Serviço Funerário do Município de São Paulo (SFMSP).